# Kuku-mangk
Kuku-mangk är ett utdött australiskt språk. Kuku-mangk talades i Queensland och tillhörde de pama-nyunganska språken.